# Trentino Volley 2015-2016
Questa voce raccoglie le informazioni riguardanti la Trentino Volley nelle competizioni ufficiali della stagione 2015-2016.

## Stagione
La stagione 2015-16 è per la Trentino Volley, sponsorizzata dalla Diatec, la sedicesima consecutiva in Serie A1; confermato in panchina l'allenatore Radostin Stojčev e buona parte della rosa come Filippo Lanza, Sebastián Solé, Simone Giannelli, Mitar Đurić e Gabriele Nelli: tra i nuovi acquisti quelli di Oleg Antonov, Tine Urnaut, Simon Van de Voorde, Georgi Bratoev e il rientro per il finale di stagione di Matej Kazijski, mentre tra le cessioni quelle di Emanuele Birarelli, Martin Nemec, Łukasz Żygadło, Matteo Burgsthaler e Michele Fedrizzi.
La stagione si apre con la partecipazione alla Supercoppa italiana: la Trentino Volley è qualificata grazie alla vittoria dello scudetto 2014-15 e la sfidante è il Modena Volley, vincitore della Coppa Italia 2014-15. La gara termina in favore della formazione emiliana che vince con il risultato di 3-2.
Il campionato inizia con due vittorie consecutive: la prima sconfitta arriva alla terza giornata in casa della Sir Safety Perugia; nel resto del girone di andata il club trentino vince tutte le partite eccetto quella alla settima giornata quando perde 3-0 contro la Pallavolo Molfetta, chiudendo al terzo posto in classifica e qualificandosi per la Coppa Italia. Anche il girone di ritorno è caratterizzato in buona parte da successi: gli unici stop si verificano alla sedicesima giornata, con la sconfitta per 3-2 tra le mura amiche a opera del Gruppo Sportivo Porto Robur Costa, e nelle ultime due giornate di regular season; la Trentino Volley si attesta al terzo posto in classifica. Nei quarti di finale dei play-off scudetto la sfida è contro la Pallavolo Molfetta: entrambe le squadre vincono le partite giocate in casa, poi a gara 5 la squadra di Trento ha la meglio passando al turno successivo; nella serie delle semifinale la vede opposta al Modena Volley: la squadra di Modena vince le prime due gara, mentre quella di Trento si aggiudica gara 3, poi, con la vittoria in gara 4 degli avversari la Trentino Volley viene eliminata dalla competizione.
Grazie al terzo posto in classifica al termine del girone di andata della Serie A1 2015-16 la Trentino Volley partecipa alla Coppa Italia; affronta la Pallavolo Molfetta nei quarti di finale e dopo aver vinto la gara di andata per 3-0, perde quella di ritorno per 3-2, ma passa comunque al turno successivo grazie al migliore quoziente set. Nelle semifinali ha la meglio sull'Associazione Sportiva Volley Lube, vincendo per 3-2, mentre in finale deve arrendersi al Modena Volley che vince la partita con il risultato di 3-0.
Grazie al primo posto al termine della regular season 2015-16 la Trentino volley si qualifica per la Champions League 2015-16; nella fase a gironi chiude il primo raggruppamento al primo posto con cinque vittorie all'attivo e una sola sconfitta. Nella fase a eliminazione diretta supera, vincendo sia la gara di andata che quella di ritorno, l'Asse-Lennik nei play-off a 12 e il Volejbol'nyj klub Belogor'e nei play-off 6, ottenendo la qualificazione alla Final Four di Cracovia. Nelle semifinali va di scena il derby italiano contro la formazione di Treia, che la squadra di Trento batte per 3-0, successivamente in finale la compagine trentina viene sconfitta per 3-2, dopo essere stata avanti per due set a zero, dal Volejbol'nyj klub Zenit-Kazan'.

## Organigramma societario
Area direttiva
- Presidente: Diego Mosna
- Segreteria generale: Chiara Candotti, Sarah Mosna
- Amministrazione: Laura Corradini

Area organizzativa
- General manager: Bruno Da Re
- Team manager: Riccardo Michieletto
- Responsabile logistica: Giuseppe Borgono, Matteo Daldoss
- Responsabile palasport: Antonio Brentari

Area tecnica
- Allenatore: Radostin Stojčev
- Allenatore in seconda: Dario Simoni
- Scout man: Ivan Contrario

Area comunicazione
- Addetto stampa: Francesco Segala
- Speaker: Gabriele Biancardi
- Fotografo: Marco Trabalza

Area marketing
- Responsabile marketing: Cristina Giordano, Marco Oberosler

Area sanitaria
- Medico: Mauro Bortoluzza
- Preparatore atletico: Martin Poeder
- Fisioterapista: Davide Lama

## Rosa
| N° | Nome                | Ruolo | Data di nascita   | Nazionalità sportiva |
| -- | ------------------- | ----- | ----------------- | -------------------- |
| 1  | Matej Kazijski      | S     | 23 settembre 1984 | Bulgaria             |
| 2  | Gabriele Nelli      | S/O   | 4 dicembre 1993   | Italia               |
| 4  | Oleg Antonov        | S/O   | 28 luglio 1988    | Italia               |
| 5  | Tiziano Mazzone     | S     | 22 luglio 1995    | Italia               |
| 6  | Georgi Bratoev      | P     | 21 ottobre 1987   | Bulgaria             |
| 8  | Carlo De Angelis    | L     | 10 gennaio 1996   | Italia               |
| 9  | Simone Giannelli    | P     | 9 agosto 1996     | Italia               |
| 10 | Filippo Lanza       | S     | 3 marzo 1991      | Italia               |
| 11 | Sebastián Solé      | C     | 12 giugno 1991    | Argentina            |
| 12 | Mitar Đurić         | C/O   | 25 aprile 1989    | Grecia               |
| 13 | Massimo Colaci      | L     | 21 giugno 1985    | Italia               |
| 15 | Simon Van de Voorde | C     | 19 dicembre 1989  | Belgio               |
| 17 | Tine Urnaut         | S/O   | 3 settembre 1988  | Slovenia             |
| 18 | Daniele Mazzone     | C     | 4 giugno 1992     | Italia               |

## Mercato
| Acquisti | Acquisti            | Acquisti          | Acquisti   |
| R.       | Nome                | da                | Modalità   |
| -------- | ------------------- | ----------------- | ---------- |
| S/O      | Oleg Antonov        | Tours             | definitivo |
| P        | Georgi Bratoev      | Slavia Sofia      | definitivo |
| S        | Matej Kazijski      | JTEKT Stings      | definitivo |
| C        | Daniele Mazzone     | Città di Castello | definitivo |
| S/O      | Tine Urnaut         | Top Volley Latina | definitivo |
| C        | Simon Van de Voorde | Top Volley Latina | definitivo |

| Cessioni | Cessioni           | Cessioni           | Cessioni   |
| R.       | Nome               | a                  | Modalità   |
| -------- | ------------------ | ------------------ | ---------- |
| C        | Emanuele Birarelli | Sir Safety Perugia | definitivo |
| C        | Matteo Burgsthaler | Powervolley Milano | definitivo |
| S        | Michele Fedrizzi   | Molfetta           | definitivo |
| S        | Matej Kazijski     | JTEKT Stings       | definitivo |
| O        | Martin Nemec       | KB Stars           | definitivo |
| L        | Sebastiano Thei    | Mondovì            | definitivo |
| P        | Łukasz Żygadło     | Sarmayeh Bank      | definitivo |

## Risultati

### Serie A1

#### Girone di andata
| 1ª giornata - 28 ottobre 2015 Palazzetto dello Sport, Monza | Milano             | 1 - 3 | Trentino          | 20-25, 25-22, 20-25, 22-25        |
| 2ª giornata - 1º novembre 2015 PalaTrento, Trento           | Trentino           | 3 - 1 | Padova            | 25-15, 25-22, 23-25, 25-23        |
| 3ª giornata - 8 novembre 2015 PalaEvangelisti, Perugia      | Sir Safety Perugia | 3 - 1 | Trentino          | 25-22, 20-25, 27-25, 25-13        |
| 4ª giornata - 12 novembre 2015 PalaTrento, Trento           | Trentino           | 3 - 0 | Piacenza          | 25-21, 25-18, 25-14               |
| 5ª giornata - 15 novembre 2015 PalaGalassi, Forlì           | Porto Robur Costa  | 0 - 3 | Trentino          | 22-25, 19-25, 21-25               |
| 6ª giornata - 22 novembre 2015 PalaTrento, Trento           | Trentino           | 3 - 2 | Modena            | 25-23, 19-25, 21-25, 25-20, 15-10 |
| 7ª giornata - 25 novembre 2015 PalaPoli, Molfetta           | Molfetta           | 3 - 0 | Trentino          | 25-21, 25-21, 25-20               |
| 8ª giornata - 29 novembre 2015 PalaTrento, Trento           | Trentino           | 3 - 0 | Top Volley Latina | 25-22, 25-17, 25-16               |
| 9ª giornata - 5 dicembre 2015 PalaBorsani, Castellanza      | Powervolley Milano | 0 - 3 | Trentino          | 19-25, 23-25, 23-25               |
| 10ª giornata - 8 dicembre 2015 PalaOlimpia, Verona          | BluVolley Verona   | 2 - 3 | Trentino          | 21-25, 25-23, 25-22, 25-27, 10-15 |
| 11ª giornata - 13 dicembre 2015 PalaTrento, Trento          | Trentino           | 3 - 2 | Lube              | 23-25, 21-25, 25-23, 25-16, 16-14 |

#### Girone di ritorno
| 12ª giornata - 20 dicembre 2016 PalaTrento, Trento            | Trentino          | 3 - 1 | Milano             | 20-25, 25-23, 25-21, 25-23        |
| 13ª giornata - 17 gennaio 2016 PalaSanLazzaro, Padova         | Padova            | 2 - 3 | Trentino           | 30-28, 24-26, 25-22, 19-25, 9-15  |
| 14ª giornata - 23 gennaio 2016 PalaTrento, Trento             | Trentino          | 3 - 0 | Sir Safety Perugia | 25-22, 25-21, 25-18               |
| 15ª giornata - 31 gennaio 2016 PalaBanca, Piacenza            | Piacenza          | 0 - 3 | Trentino           | 14-25, 17-25, 15-25               |
| 16ª giornata - 3 febbraio 2016 PalaTrento, Trento             | Trentino          | 2 - 3 | Porto Robur Costa  | 25-18, 20-25, 25-19, 22-25, 14-16 |
| 17ª giornata - 11 febbraio 2016 PalaPanini, Modena            | Modena            | 2 - 3 | Trentino           | 25-20, 22-25, 17-25, 25-19, 9-15  |
| 18ª giornata - 14 febbraio 2016 PalaTrento, Trento            | Trentino          | 3 - 0 | Molfetta           | 25-17, 25-14, 25-20               |
| 19ª giornata - 21 febbraio 2016 PalaBianchini, Latina         | Top Volley Latina | 1 - 3 | Trentino           | 23-25, 25-23, 19-25, 16-25        |
| 20ª giornata - 24 febbraio 2016 PalaTrento, Trento            | Trentino          | 3 - 1 | Powervolley Milano | 25-27, 25-15, 25-16, 25-15        |
| 21ª giornata - 28 febbraio 2016 PalaTrento, Trento            | Trentino          | 1 - 3 | BluVolley Verona   | 26-28, 23-25, 25-12, 22-25        |
| 22ª giornata - 6 marzo 2016 PalaCivitanova, Civitanova Marche | Lube              | 3 - 0 | Trentino           | 25-23, 25-19, 25-17               |

#### Play-off scudetto
| Quarti di finale (gara 1) - 10 marzo 2016 PalaTrento, Trento | Trentino | 3 - 0 | Molfetta | 25-21, 25-15, 25-20               |
| Quarti di finale (gara 2) - 13 marzo 2016 PalaPoli, Molfetta | Molfetta | 3 - 1 | Trentino | 25-21, 26-24, 18-25, 25-14        |
| Quarti di finale (gara 3) - 19 marzo 2016 PalaTrento, Trento | Trentino | 3 - 0 | Molfetta | 25-16, 32-30, 25-17               |
| Quarti di finale (gara 4) - 27 marzo 2016 PalaPoli, Molfetta | Molfetta | 3 - 1 | Trentino | 22-25, 25-21, 25-20, 25-19        |
| Quarti di finale (gara 5) - 3 aprile 2016 PalaTrento, Trento | Trentino | 3 - 1 | Molfetta | 23-25, 25-16, 25-18, 25-23        |
| Semifinali (gara 1) - 9 aprile 2016 PalaPanini, Modena       | Modena   | 3 - 1 | Trentino | 23-25, 26-24, 25-19, 25-16        |
| Semifinali (gara 2) - 12 aprile 2016 PalaTrento, Trento      | Trentino | 2 - 3 | Modena   | 25-21, 17-25, 25-21, 22-25, 12-15 |
| Semifinali (gara 3) - 21 aprile 2016 PalaPanini, Modena      | Modena   | 1 - 3 | Trentino | 21-25, 23-25, 25-22, 23-25        |
| Semifinali (gara 4) - 25 aprile 2016 PalaTrento, Trento      | Trentino | 1 - 3 | Modena   | 25-27, 25-21, 20-25, 19-25        |

### Coppa Italia

#### Fase a eliminazione diretta
| Quarti di finale (andata) - 22 dicembre 2015 PalaPoli, Molfetta | Molfetta | 0 - 3 | Trentino | 22-25, 22-25, 13-25               |
| Quarti di finale (ritorno) - 14 gennaio 2016 PalaTrento, Trento | Trentino | 2 - 3 | Molfetta | 25-15, 27-29, 27-29, 25-21, 13-15 |
| Semifinali - 6 febbraio 2016 Mediolanum Forum, Assago           | Lube     | 2 - 3 | Trentino | 19-25, 25-17, 22-25, 27-25, 11-15 |
| Finale - 7 febbraio 2016 Mediolanum Forum, Assago               | Modena   | 3 - 0 | Trentino | 25-19, 25-22, 25-13               |

### Supercoppa italiana

#### Fase a eliminazione diretta
| Quarti di finale - 24 ottobre 2015 PalaPanini, Modena | Trentino | 2 - 3 | Modena | 37-35, 23-25, 23-25, 25-23, 11-15 |

### Champions League

#### Fase a gironi
| 1ª giornata - 5 novembre 2015 PalaTrento, Trento            | Trentino | 3 - 0 | Maaseik  | 25-18, 25-19, 25-21               |
| 2ª giornata - 18 novembre 2015 PAOK Sports Arena, Salonicco | PAOK     | 1 - 3 | Trentino | 22-25, 25-18, 21-25, 13-25        |
| 3ª giornata - 2 dicembre 2015 PalaTrento, Trento            | Trentino | 3 - 0 | Tours    | 25-10, 25-20, 26-24               |
| 4ª giornata - 16 dicembre 2015 Salle Robert-Grenon, Tours   | Tours    | 3 - 2 | Trentino | 18-25, 25-21, 27-25, 22-25, 15-10 |
| 5ª giornata - 19 gennaio 2016 PalaTrento, Trento            | Trentino | 3 - 0 | PAOK     | 25-18, 25-20, 27-25               |
| 6ª giornata - 26 gennaio 2016 Lotto Dôme, Maaseik           | Maaseik  | 0 - 3 | Trentino | 21-25, 10-25, 21-25               |

#### Fase a eliminazione diretta
| Play-off a 12 (andata) - 17 febbraio 2016 Sporthal Arena, Deurne      | Asse-Lennik | 2 - 3 | Trentino    | 25-23, 17-25, 22-25, 25-21, 13-15 |
| Play-off a 12 (ritorno) - 3 marzo 2016 PalaTrento, Trento             | Trentino    | 3 - 0 | Asse-Lennik | 25-18, 25-23, 25-19               |
| Play-off a 6 (andata) - 17 marzo 2016 PalaTrento, Trento              | Trentino    | 3 - 0 | Belogor'e   | 25-20, 25-17, 28-26               |
| Play-off a 6 (ritorno) - 22 marzo 2016 Sports Palace Cosmos, Belgorod | Belogor'e   | 2 - 3 | Trentino    | 17-25, 25-21, 23-25, 25-22, 14-16 |
| Semifinali - 16 aprile 2016 Kraków Arena, Cracovia                    | Trentino    | 3 - 0 | Lube        | 25-19, 25-20, 25-18               |
| Finale - 17 aprile 2016 Kraków Arena, Cracovia                        | Zenit-Kazan | 3 - 2 | Trentino    | 23-25, 22-25, 25-17, 27-25, 15-13 |

## Statistiche

### Statistiche di squadra
| Competizione        | Punti | In casa | In casa | In casa | In trasferta | In trasferta | In trasferta | Totale | Totale | Totale |
| Competizione        | Punti | G       | V       | P       | G            | V            | P            | G      | V      | P      |
| ------------------- | ----- | ------- | ------- | ------- | ------------ | ------------ | ------------ | ------ | ------ | ------ |
| Serie A1            | 47    | 16      | 12      | 4       | 15           | 9            | 6            | 31     | 21     | 10     |
| Coppa Italia        | -     | 1       | 0       | 1       | 1            | 1            | 0            | 4      | 2      | 2      |
| Supercoppa italiana | -     | -       | -       | -       | -            | -            | -            | 1      | 0      | 1      |
| Champions League    | 16    | 5       | 5       | 0       | 5            | 4            | 1            | 12     | 10     | 2      |
| Totale              | -     | 22      | 17      | 5       | 21           | 14           | 7            | 48     | 33     | 15     |

G = partite giocate; V = partite vinte; P = partite perse

### Statistiche dei giocatori
| Giocatore        | Serie A1 | Serie A1 | Serie A1 | Serie A1 | Serie A1 | Coppa Italia | Coppa Italia | Coppa Italia | Coppa Italia | Coppa Italia | Supercoppa italiana | Supercoppa italiana | Supercoppa italiana | Supercoppa italiana | Supercoppa italiana | Champions League | Champions League | Champions League | Champions League | Champions League | Totale | Totale | Totale | Totale | Totale |
| Giocatore        | P        | PT       | AV       | MV       | BV       | P            | PT           | AV           | MV           | BV           | P                   | PT                  | AV                  | MV                  | BV                  | P                | PT               | AV               | MV               | BV               | P      | PT     | AV     | MV     | BV     |
| ---------------- | -------- | -------- | -------- | -------- | -------- | ------------ | ------------ | ------------ | ------------ | ------------ | ------------------- | ------------------- | ------------------- | ------------------- | ------------------- | ---------------- | ---------------- | ---------------- | ---------------- | ---------------- | ------ | ------ | ------ | ------ | ------ |
| O. Antonov       | 23       | 169      | 127      | 15       | 27       | 4            | 5            | 5            | 0            | 0            | 1                   | 21                  | 18                  | 3                   | 0                   | 11               | 92               | 79               | 5                | 8                | 39     | 287    | 229    | 23     | 35     |
| G. Bratoev       | 23       | 14       | 6        | 5        | 3        | 4            | 0            | 0            | 0            | 0            | 0                   | 0                   | 0                   | 0                   | 0                   | 9                | 3                | 0                | 3                | 0                | 36     | 17     | 6      | 8      | 3      |
| M. Colaci        | 30       | -        | -        | -        | -        | 4            | -            | -            | -            | -            | 1                   | -                   | -                   | -                   | -                   | 12               | -                | -                | -                | -                | 47     | -      | -      | -      | -      |
| C. De Angelis    | 18       | -        | -        | -        | -        | 2            | -            | -            | -            | -            | 0                   | -                   | -                   | -                   | -                   | 6                | -                | -                | -                | -                | 26     | -      | -      | -      | -      |
| M. Đurić         | 23       | 366      | 319      | 31       | 16       | 4            | 81           | 72           | 5            | 4            | 1                   | 29                  | 25                  | 3                   | 1                   | 10               | 121              | 107              | 8                | 6                | 36     | 597    | 523    | 47     | 27     |
| S. Giannelli     | 31       | 116      | 43       | 57       | 16       | 4            | 13           | 4            | 6            | 3            | 1                   | 6                   | 3                   | 2                   | 1                   | 12               | 49               | 23               | 22               | 4                | 48     | 184    | 73     | 87     | 24     |
| M. Kazijski      | 9        | 133      | 110      | 15       | 8        | -            | -            | -            | -            | -            | -                   | -                   | -                   | -                   | -                   | -                | -                | -                | -                | -                | 9      | 133    | 110    | 15     | 8      |
| F. Lanza         | 27       | 221      | 199      | 11       | 11       | 4            | 44           | 36           | 3            | 5            | 1                   | 12                  | 11                  | 1                   | 0                   | 10               | 70               | 66               | 4                | 0                | 42     | 347    | 312    | 19     | 16     |
| D. Mazzone       | 20       | 65       | 33       | 20       | 12       | 3            | 12           | 4            | 2            | 6            | 1                   | 5                   | 1                   | 3                   | 1                   | 4                | 17               | 11               | 5                | 1                | 28     | 99     | 49     | 30     | 20     |
| T. Mazzone       | 9        | 8        | 7        | 0        | 1        | 0            | 0            | 0            | 0            | 0            | 0                   | 0                   | 0                   | 0                   | 0                   | 2                | 4                | 4                | 0                | 0                | 11     | 12     | 11     | 0      | 1      |
| G. Nelli         | 16       | 142      | 119      | 15       | 8        | 0            | 0            | 0            | 0            | 0            | 1                   | 0                   | 0                   | 0                   | 0                   | 6                | 64               | 50               | 5                | 9                | 23     | 206    | 169    | 20     | 17     |
| S. Solé          | 31       | 298      | 197      | 83       | 18       | 4            | 29           | 16           | 11           | 2            | 1                   | 8                   | 6                   | 2                   | 0                   | 12               | 115              | 77               | 34               | 4                | 48     | 450    | 296    | 130    | 24     |
| T. Urnaut        | 24       | 247      | 193      | 29       | 25       | 4            | 39           | 30           | 1            | 8            | 1                   | 3                   | 1                   | 2                   | 0                   | 10               | 116              | 104              | 7                | 5                | 39     | 405    | 328    | 39     | 38     |
| S. Van de Voorde | 28       | 145      | 90       | 49       | 6        | 3            | 15           | 8            | 6            | 1            | 1                   | 2                   | 1                   | 1                   | 0                   | 12               | 95               | 53               | 39               | 3                | 44     | 257    | 152    | 95     | 10     |

P = presenze; PT = punti totali; AV = attacchi vincenti; MV = muri vincenti; BV = battute vincenti